# Sybra fortiscapa
Sybra fortiscapa là một loài bọ cánh cứng trong họ Cerambycidae.